# Cuisy-en-Almont
Cuisy-en-Almont é uma comuna francesa na região administrativa de Altos da França, no departamento de Aisne. Estende-se por uma área de 9,17 km². Em 2010 a comuna tinha 361 habitantes (densidade: 39,4 hab./km²).